# Christiopteris tricuspis
Christiopteris tricuspis là một loài thực vật có mạch trong họ Polypodiaceae. Loài này được (Hook.) H. Christ miêu tả khoa học đầu tiên năm 1908.